# Zastava M21
Zastava M21 je moderna jurišna puška srpske vojne industrije Zastava Arms iz Kragujevca.
Zastava M21 izrađena je u 21. stoljeću, a kao posljedica NATO-ove standardizacije, rađena je u NATO-ovom kalibru 5,56 mm te je derivat sovjetske AK-47 puške. Puška je izrađena na zahtjev tadašnje SRJ, ali je tek 2008. ušla u sastav naoružanja srpske vojske.

## Karakteristike
Kundak i okviri sa streljivom izrađeni su od polimera čime je njihova težina manja u odnosu na druge materijale izrade. Pušku krasi mala težina te ergonomijski dizajn.
Zastava M21 koristi optički i laserski nišan za dnevnu i noćnu uporabu. Također, na nju se može montirati sovjetski bacač granata GP-25. Postoji i mogućnost montiranja bajunete na pušku.
Puška može koristiti dvije vrste optike, i to:
- ON M04 "TELEOPTIK"
- ON M04A "ZRAK"

## Inačice
Postoje tri inačice Zastave M21
- M21 - model s dužom cijevi
- M21S - model s kraćom cijevi
- M21A - automat

U pušku se mogu ugraditi dvije vrste cijevi, i to: ižlijebljena cijev (žljebuša) ili mnogokutna cijev

## Korisnici
- Armenija: armenske specijalne snage.[1]
- Azerbajdžan: azerske specijalne snage.[2][3]
- Bosna i Hercegovina: u uporabi federalnih i specijalnih policijskih jedinica.[4]
- Irak: iračke oružane snage i multinacionalne snage.[5][6] te privatne zaštitarske agencije.[7]
- Jordan[8]
- Kamerun: specijalne policijske jedinice.[9]
- Sjeverna Makedonija: 2005. Makedoniji su prodani primjerci Zastave M21, čime je ona postala prvi strani kupac te puške.[10]
- Peru[11]
- Srbija: 2008. ulazi u službu Vojske Srbije.[12][6]

## Vanjske poveznice
- Službena stranica Zastave Arms

## Vidjeti također
- Zastava M70
- AK-12
- AN-94
- R4
- IMI Galil
- Rk 95 Tp